# Tricimba biseta
Tricimba biseta är en tvåvingeart som beskrevs av Ismay 1993. Tricimba biseta ingår i släktet Tricimba och familjen fritflugor. Inga underarter finns listade i Catalogue of Life.